# Kručinka lydijská
Kručinka lydijská (Genista lydia) je některými taxonomy rozeznávána jako kručinka Genista januensis nebo poddruh tohoto druhu Genista januensis subsp. lydia. V rámci označení EPPO kódy má taxon označení GENLY.
Kručinka lydijská je nízký opadavý keř z rodu kručinka. Je pěstován jako okrasná dřevina. Kvete žlutě v květnu až červnu. Dorůstá 0,7 m výšky.

## Výskyt
Je původní v Evropě, na Balkáně, v Turecku a Sýrii. Je ovšem široce pěstován.

## Použití
Druh je velmi často používán i přes své vyšší nároky na půdu a vlhkost. Je dekorativní olistěním ve skupinách během roku jako vhodná doplňková dřevina.
Jako nízký hustý keřík, vytvářející souvislý pokryv má význam v menších i rozlehlejších kompozicích. Je velmi vhodný do nádob, záhonů a při použití ve většího počtu rostlin stejného druhu i do větších sadovnických kompozic. Může být použit i do malých výsadeb a menších skalek a rašelinišť. Druh je s vhodné kombinovat s vřesovištními dřevinami, ale také s jehličnany.

### Nároky
Snese řez nebo zmlazení. Roste poměrně pomalu. Rostlina preferuje humózní propustnou půdu, snese běžnou propustnou půdu. Vyžaduje světlé stanoviště nebo chráněné polohy na výsluní. Druh lze rozmnožovat semenem nebo řízky.